# Scottish Football League 1892/93
Die Scottish Football League 1892/93 war die dritte Saison der höchsten schottischen Fußballliga. Sie begann am 20. August 1892 und endete am 20. Mai 1893 und war die letzte Spielzeit, die noch ohne den Zusatz „Division One“ ausgestattet war. Ab der nächsten Saison bildeten die verbliebenen Ligamitglieder die „Division One“, während die nicht gewählten und nicht wiedergewählten in die „Division Two“ versetzt wurden. In der Saison 1892/93 traten 10 Vereine in insgesamt 18 Spieltagen gegeneinander an. Jedes Team spielte jeweils einmal zu Hause und auswärts gegen jedes andere Team. Es galt die 2-Punkte-Regel. Bei Punktgleichheit waren die Vereine (mit derselben Punktausbeute) gleich platziert.
Die Meisterschaft gewann zum ersten Mal in der Vereinsgeschichte Celtic Glasgow. Der FC Abercorn und FC Clyde, erhielten keine Wiederwahl von den anderen Ligamitgliedern und stiegen damit in die Division Two ab. Torschützenkönige wurden mit jeweils 11 Treffern Sandy McMahon und Johnny Campbell von Celtic Glasgow.

## Vereine
| Verein              | Stadt     | Stadion          |
| ------------------- | --------- | ---------------- |
| Celtic Glasgow      | Glasgow   | Celtic Park      |
| FC Abercorn         | Paisley   | Underwood Park   |
| FC Clyde            | Glasgow   | Barrowfield Park |
| FC Dumbarton        | Dumbarton | Boghead Park     |
| FC Renton           | Renton    | Tontine Park     |
| FC St. Mirren       | Paisley   | Westmarch        |
| Glasgow Rangers     | Glasgow   | Ibrox Park       |
| Heart of Midlothian | Edinburgh | Tynecastle Park  |
| Leith Athletic      | Leith     | Beechwood Park   |
| Third Lanark        | Glasgow   | Cathkin Park     |

## Statistik

### Abschlusstabelle
| Pl. | Verein              | Sp. | S  | U | N  | Tore    | Diff. | Punkte |
| --- | ------------------- | --- | -- | - | -- | ------- | ----- | ------ |
| 1.  | Celtic Glasgow (P)  | 18  | 14 | 1 | 3  | 054:250 | +29   | 29:70  |
| 2.  | Glasgow Rangers     | 18  | 12 | 4 | 2  | 041:270 | +14   | 28:80  |
| 3.  | FC St. Mirren       | 18  | 9  | 2 | 7  | 040:390 | +1    | 20:16  |
| 4.  | Third Lanark        | 18  | 9  | 1 | 8  | 053:390 | +14   | 19:17  |
| 5.  | Heart of Midlothian | 18  | 8  | 2 | 8  | 039:410 | −2    | 18:18  |
| 6.  | Leith Athletic      | 18  | 8  | 1 | 9  | 035:310 | +4    | 17:19  |
| 6.  | FC Dumbarton (M)    | 18  | 8  | 1 | 9  | 035:350 | ±0    | 17:19  |
| 8.  | FC Renton           | 18  | 5  | 5 | 8  | 031:440 | −13   | 15:21  |
| 9.  | FC Abercorn         | 18  | 5  | 1 | 12 | 035:520 | −17   | 11:25  |
| 10. | FC Clyde            | 18  | 2  | 2 | 14 | 025:550 | −30   | 06:30  |

| Zum Saisonende 1891/92 |                           |
| (M)                    | Meister des Vorjahres     |
| (P)                    | Pokalsieger des Vorjahres |

## Wahlprozedere
Die Regularien der Scottish Football League sahen vor, dass sich am Saisonende die drei schlechtesten platzierten Teams zu Wiederwahl stellen mussten. Abgestimmt wurde auf der jährlichen Hauptversammlung der Scottish Football League, bei der zugleich über Neuaufnahmen entschieden wurde. Die nicht gewählten oder wiedergewählten Klubs (ausgenommen FC Linthouse) bildeten die Scottish Football League Division Two, die ihre erste Saison im nächsten Jahr austrug.
| Verein                | # Stimmen | Ergebnis            | Liga                              |
| --------------------- | --------- | ------------------- | --------------------------------- |
| FC Renton             |           | wiedergewählt       | Scottish Football League          |
| FC Dundee             |           | gewählt             | Scottish Northern Football League |
| FC St. Bernard’s      |           | gewählt             | Scottish Football Alliance        |
| FC Abercorn           |           | nicht wiedergewählt | Scottish Football League          |
| FC Clyde              |           | nicht wiedergewählt | Scottish Football League          |
| Hibernian Edinburgh   |           | nicht gewählt       | kein Ligamitglied                 |
| Morton                |           | nicht gewählt       | Scottish Football Alliance        |
| Port Glasgow Athletic |           | nicht gewählt       | Scottish Football Alliance        |
| FC Linthouse          |           | nicht gewählt       | Scottish Football Alliance        |
| FC Thistle            |           | nicht gewählt       | Scottish Football Alliance        |
| FC Cowlairs           |           | nicht gewählt       | Scottish Football Alliance        |

## Die Meistermannschaft von Celtic Glasgow
(Berücksichtigt wurden Spieler mit mindestens einem Einsatz)
| 1. | Celtic Glasgow |
|    | - Tor: Dan McArthur, Joe Cullen - Abwehr: John Curran, Dan Doyle, Tom Dunbar, Paddy Gallacher, James Kelly, Charlie McEleny, Jerry Reynolds - Mittelfeld: James Blessington, Alec Brady, Jim Cassidy, Joe Cassidy, Willie Maley, Neil McCallum - Angriff: Johnny Campbell, John Divers, Johnny Madden, Sandy McMahon - Trainer: n. b. |